# Чемпионат мира по стрельбе из пневматического оружия 1983
Чемпионат мира по стрельбе из пневматического оружия прошёл в 1983 году в Инсбруке (Австрия).

## Общий медальный зачёт
| Место | Страна           | Золото | Серебро | Бронза | Всего |
| ----- | ---------------- | ------ | ------- | ------ | ----- |
| 1     | Швеция           | 3      | 1       | 0      | 4     |
| 2     | Франция          | 2      | 1       | 0      | 3     |
| 3     | СССР             | 1      | 2       | 3      | 6     |
| 4     | ФРГ              | 1      | 1       | 1      | 3     |
| 5     | ГДР              | 1      | 0       | 1      | 2     |
| 6     | Австрия          | 0      | 1       | 0      | 1     |
| 6     | Венгрия          | 0      | 1       | 0      | 1     |
| 6     | Польша           | 0      | 1       | 0      | 1     |
| 6     | Китай            | 0      | 1       | 0      | 1     |
| 7     | Республика Корея | 0      | 0       | 1      | 1     |
| 7     | США              | 0      | 0       | 1      | 1     |
| Всего | Всего            | 8      | 8       | 8      | 24    |

## Медалисты

### Мужчины
Пневматическая винтовка
| Дисциплина          | Золото                                               | Серебро                                     | Бронза                                                        |
| ------------------- | ---------------------------------------------------- | ------------------------------------------- | ------------------------------------------------------------- |
| 10 метров           | Филипп Эберле                                        | Юрий Заволодько                             | Франк Реттковски                                              |
| 10 метров (команды) | Франция · Жан-Пьер Ама · Мишель Бюри · Филипп Эберле | ФРГ Петер Хайнц Бернхард Зуэсс Хуберт Зуэсс | СССР · Александр Митрофанов · Виктор Власов · Юрий Заволодько |

Пневматический пистолет
| Дисциплина          | Золото                                                       | Серебро                                                      | Бронза                                        |
| ------------------- | ------------------------------------------------------------ | ------------------------------------------------------------ | --------------------------------------------- |
| 10 метров           | Рагнар Сканокер                                              | Александр Мелентьев                                          | Анатолий Егрищин                              |
| 10 метров (команды) | СССР · Анатолий Егрищин · Александр Мелентьев · Владас Турла | Швеция · Бенни Эстлунд · Стаффан Оскарссон · Рагнар Сканокер | Франция · Жан Билон · Жаки Дюран · Реми Аранг |

### Женщины
Пневматическая винтовка
| Дисциплина          | Золото                                           | Серебро                                                  | Бронза                                                      |
| ------------------- | ------------------------------------------------ | -------------------------------------------------------- | ----------------------------------------------------------- |
| 10 метров           | Марлис Хельбин                                   | У Сяосюань                                               | Сильвия Шперберг                                            |
| 10 метров (команды) | ФРГ Ульрике Хольмер Зигрид Ланг Сильвия Шперберг | Венгрия · Эва Фориан · Кишш Эва Херрне · Ласлоне Хуньяди | СССР · Светлана Комаристова · Ольга Кузнецова · Леся Лескив |

Пневматический пистолет
| Дисциплина          | Золото                                                | Серебро                                                      | Бронза                                        |
| ------------------- | ----------------------------------------------------- | ------------------------------------------------------------ | --------------------------------------------- |
| 10 метров           | Керстин Бодин                                         | Юлита Макур                                                  | Ким Ян Джа                                    |
| 10 метров (команды) | Швеция · Моника Аберг · Керстин Бодин · Салли Реммерт | Австрия · Коринна Хоффман · Кристине Штрахальм · Криста Верк | США · Салли Карролл · Руби Фокс · Кэти Грэхэм |